# KNVB-Pokal 1969/70
Der KNVB-Pokal 1969/70 war die 52. Auflage des niederländischen Fußball-Pokalwettbewerbs. Pokalsieger wurde Ajax Amsterdam durch den 2:0-Finalsieg gegen PSV Eindhoven. Da Ajax auch nationaler Meister wurde, qualifizierte sich der unterlegene Finalist für den Europapokal der Pokalsieger. Titelverteidiger Feijenoord Rotterdam schied bereits in der 2. Runde aus.
Insgesamt nahmen 53 Mannschaften an dem Wettbewerb teil. Neben den jeweils 18 Teams aus den beiden Profiligen Eredivisie und Eerste Divisie qualifizierten sich noch 17 Amateurvertreter.

## 1. Runde
Die erste Runde fand am 19. Oktober und 14. Dezember 1969 statt. Feyenoord Rotterdam erhielt in dieser Runde ein Freilos.
| Datum       |                      | Ergebnis              |                     |
| ----------- | -------------------- | --------------------- | ------------------- |
| 19.10.1969  | SC Drente            | 0:6                   | Go Ahead Deventer   |
| 19.10.1969  | Velox Utrecht        | 2:1                   | SVV Schiedam        |
| 19.10.1969  | Fortuna Vlaardingen  | 3:1                   | SC Cambuur          |
| 19.10.1969  | RC Heemstede         | 1:3                   | DWS Amsterdam       |
| 19.10.1969  | Zaanlandsche FC      | 0:2                   | SC Telstar 1963     |
| 19.10.1969  | Heracles Almelo      | 0:1                   | FC Den Bosch ʼ67    |
| 19.10.1969  | WVV Wageningen       | 2:4                   | NAC Breda           |
| 19.10.1969  | RBC Roosendaal       | 4:1                   | Fortuna SC Sittard  |
| 19.10.1969  | Helmond Sport        | 0:2                   | Willem II Tilburg   |
| 19.10.1969  | HVC Amersfoort       | 0:1                   | AVV De Volewijckers |
| 19.10.1969  | Roda JC Kerkrade     | 0:1                   | GVAV Rapiditas      |
| 19.10.1969  | SC Heerenveen        | 1:2                   | DOS Utrecht         |
| 19.10.1969  | Vitesse Arnhem       | 3:1                   | Blauw Wit Amsterdam |
| 19.10.1969  | VVV-Venlo            | 0:6                   | ADO Den Haag        |
| 19.10.1969  | BV De Graafschap     | 1:0                   | Dordrechtsche FC    |
| 19.10.1969  | SC Gooiland          | 0:0 n. V. (4:5 i. E.) | AZ '67 Alkmaar      |
| 19.10.1969  | TSV NOAD             | 0:2                   | HFC Haarlem         |
| 19.10.1969  | Hermes DVS           | 2:0                   | VV Veendam          |
| 19.10.1969  | VV Baronie           | 1:3                   | MVV Maastricht      |
| 19.10.1969  | USV Elinkwijk        | 1:0                   | NEC Nijmegen        |
| 19.10.1969  | AGOVV Apeldoorn      | 1:0                   | RKSV Volendam       |
| 14.12. 1969 | VV Eindhoven         | 1:2                   | PSV Eindhoven       |
| 14.12. 1969 | SV Limburgia         | 1:6                   | Sparta Rotterdam    |
| 14.12. 1969 | PEC Zwolle           | 0:3                   | FC Twente '65       |
| 14.12. 1969 | Haarlemse FC EDO     | 0:4                   | Ajax Amsterdam      |
| 14.12. 1969 | Excelsior Rotterdam  | 2:2 n. V. (4:2 i. E.) | Holland Sport       |
|             | Feijenoord Rotterdam | Freilos               |                     |

## 2. Runde
Die zweite Runde fand am 1. und 12. März 1970 statt. AGOVV Apeldoorn hatte in dieser Runde ein Freilos.
| Datum         |                      | Ergebnis  |                     |
| ------------- | -------------------- | --------- | ------------------- |
| 01.03.1970    | AVV De Volewijckers  | 0:1       | BV De Graafschap    |
| 01.03.1970    | Fortuna Vlaardingen  | 1:2       | AZ '67 Alkmaar      |
| 01.03.1970    | PSV Eindhoven        | 4:2       | FC Den Bosch ʼ67    |
| 01.03.1970    | SC Telstar 1963      | 5:0       | Excelsior Rotterdam |
| 01.03.1970    | Sparta Rotterdam     | 1:2       | HFC Haarlem         |
| 01.03.1970    | ADO Den Haag         | 4:1       | DOS Utrecht         |
| 01.03.1970    | Go Ahead Deventer    | 3:0       | RBC Roosendaal      |
| 01.03.1970    | FC Twente '65        | 3:2       | NAC Breda           |
| 01.03.1970    | USV Elinkwijk        | 1:0 n. V. | Willem II Tilburg   |
| 01.03.1970    | MVV Maastricht       | 1:0       | Velox Utrecht       |
| 01.03.1970    | DWS Amsterdam        | 3:1 n. V. | Hermes DVS          |
| 01.03.1970    | Vitesse Arnhem       | 1:3       | Ajax Amsterdam      |
| 12. März 1970 | Feijenoord Rotterdam | 0:1       | GVAV Rapiditas      |
|               | AGOVV Apeldoorn      | Freilos   |                     |

## 3. Runde
Die Spiele der dritten Runde fanden am 12. April 1970 statt. Ajax Amsterdam verlor sein Spiel bei AZ '67 Alkmaar, erreichte als Lucky Loser dennoch die nächste Runde.
| Datum      |                   | Ergebnis              |                 |
| ---------- | ----------------- | --------------------- | --------------- |
| 12.04.1970 | AZ '67 Alkmaar    | 2:1                   | Ajax Amsterdam  |
| 12.04.1970 | Go Ahead Deventer | 0:0 n. V. (2:3 i. E.) | FC Twente '65   |
| 12.04.1970 | ADO Den Haag      | 2:2 n. V. (4:2 i. E.) | HFC Haarlem     |
| 12.04.1970 | PSV Eindhoven     | 1:1 n. V. (3:1 i. E.) | SC Telstar 1963 |
| 12.04.1970 | GVAV Rapiditas    | 2:0                   | MVV Maastricht  |
| 12.04.1970 | BV De Graafschap  | 1:2                   | USV Elinkwijk   |
| 12.04.1970 | AGOVV Apeldoorn   | 1:4                   | DWS Amsterdam   |

## Finalrunden
| Viertelfinale 22. April 1970 | Viertelfinale 22. April 1970 | Viertelfinale 22. April 1970 |                |   | Halbfinale 14. Mai 1970 | Halbfinale 14. Mai 1970 | Halbfinale 14. Mai 1970 |  |  | Finale 27. Mai 1970 | Finale 27. Mai 1970 | Finale 27. Mai 1970 |
|                              |                              |                              |                |   |                         |                         |                         |  |  |                     |                     |                     |
|                              | DWS Amsterdam                | 1                            |                |   |                         |                         |                         |  |  |                     |                     |                     |
|                              | Ajax Amsterdam               | 2                            |                |   |                         |                         |                         |  |  |                     |                     |                     |
|                              | Ajax Amsterdam               | 2                            | Ajax Amsterdam | 4 |                         |                         |                         |  |  |                     |                     |                     |
|                              |                              |                              | Ajax Amsterdam | 4 |                         |                         |                         |  |  |                     |                     |                     |
|                              |                              | FC Twente '65                | 0              |   |                         |                         |                         |  |  |                     |                     |                     |
|                              | FC Twente '65                | FC Twente '65                | 0              | 2 |                         |                         |                         |  |  |                     |                     |                     |
|                              |                              |                              |                | 2 |                         |                         |                         |  |  |                     |                     |                     |
|                              | USV Elinkwijk                | 0                            |                |   |                         |                         |                         |  |  |                     |                     |                     |
|                              | USV Elinkwijk                | 0                            | Ajax Amsterdam | 2 |                         |                         |                         |  |  |                     |                     |                     |
|                              |                              |                              |                | 2 |                         |                         |                         |  |  |                     |                     |                     |
|                              |                              | PSV Eindhoven                | 0              |   |                         |                         |                         |  |  |                     |                     |                     |
|                              | PSV Eindhoven                | PSV Eindhoven                | 0              | 2 |                         |                         |                         |  |  |                     |                     |                     |
|                              |                              |                              |                | 2 |                         |                         |                         |  |  |                     |                     |                     |
|                              | ADO Den Haag                 | 0                            |                |   |                         |                         |                         |  |  |                     |                     |                     |
|                              | ADO Den Haag                 | 0                            | PSV Eindhoven  | 1 |                         |                         |                         |  |  |                     |                     |                     |
|                              |                              |                              | PSV Eindhoven  | 1 |                         |                         |                         |  |  |                     |                     |                     |
|                              |                              | GVAV Rapiditas               | 0              |   |                         |                         |                         |  |  |                     |                     |                     |
|                              | GVAV Rapiditas               | GVAV Rapiditas               | 0              | 1 |                         |                         |                         |  |  |                     |                     |                     |
|                              |                              |                              |                | 1 |                         |                         |                         |  |  |                     |                     |                     |
|                              | AZ '67 Alkmaar               | 0                            |                |   |                         |                         |                         |  |  |                     |                     |                     |

## Viertelfinale
| Datum      |                | Ergebnis |                |
| ---------- | -------------- | -------- | -------------- |
| 22.04.1970 | FC Twente '65  | 2:0      | USV Elinkwijk  |
| 22.04.1970 | DWS Amsterdam  | 1:2      | Ajax Amsterdam |
| 22.04.1970 | PSV Eindhoven  | 2:0      | ADO Den Haag   |
| 22.04.1970 | GVAV Rapiditas | 4:1      | AZ '67 Alkmaar |

## Halbfinale
| Datum      |                | Ergebnis |                |
| ---------- | -------------- | -------- | -------------- |
| 14.05.1970 | Ajax Amsterdam | 4:0      | FC Twente '65  |
| 14.05.1970 | PSV Eindhoven  | 1:0      | GVAV Rapiditas |

## Finale
| Ajax Amsterdam                                       | Ajax Amsterdam | PSV Eindhoven | PSV Eindhoven |
| ---------------------------------------------------- | --- | --- | ------------- |
| Ajax Amsterdam                                       | \| 27. Mai 1970 in ’s-Hertogenbosch (Stadion De Vliert) \| \| Ergebnis: 2:0 (1:0) \| \| Zuschauer: 32.000 \| \| Schiedsrichter: Wim Schalks \| \| Spielbericht \|                                                | \| 27. Mai 1970 in ’s-Hertogenbosch (Stadion De Vliert) \| \| Ergebnis: 2:0 (1:0) \| \| Zuschauer: 32.000 \| \| Schiedsrichter: Wim Schalks \| \| Spielbericht \|                                                                                                | PSV Eindhoven |
| Ajax Amsterdam                                       | Heinz Stuy – Ruud Suurendonk, Velibor Vasović, Ruud Krol, Wim Suurbier (46. Barry Hulshoff) – Nico Rijnders, Gerrie Mühren – Sjaak Swart, Johan Cruyff, Piet Keizer – Tom Søndergaard Cheftrainer: Rinus Michels | Pim Doesburg – Wim van den Dungen, Lazar Radović, Jacques van Stippent, Pieter Kemper – Wietse Veenstra, Pleun Strik, Kresten Bjerre – Bent Schmidt Hansen, Willy van der Kuijlen (80. Daan Schrijvers), Peter Ressel Cheftrainer: Kurt Linder ( BR Deutschland) | PSV Eindhoven |
| Ajax Amsterdam                                       | 1:0 Piet Keizer (21.) 2:0 Johan Cruyff (70.) | | PSV Eindhoven |
| 27. Mai 1970 in ’s-Hertogenbosch (Stadion De Vliert) | | |               |
| Ergebnis: 2:0 (1:0)                                  | | |               |
| Zuschauer: 32.000                                    | | |               |
| Schiedsrichter: Wim Schalks                          | | |               |
| Spielbericht                                         | | |               |